# Stade Louis-Dugauguez
Le stade Louis-Dugauguez est le stade principal de football de la ville de Sedan.
Il accueille les matchs à domicile du Club sportif Sedan Ardennes.

## Histoire
Il s'est substitué en l'an 2000 au stade Émile-Albeau et a été construit sur un stade d'athlétisme qui jouxtait ce précédent stade. Le coût de la construction est de 104 millions de francs (soit 15,8 millions d'euros).
Inauguré officiellement le 7 octobre 2000, il a accueilli un premier match trois jours après, le 10 octobre face au Stade rennais devant 13 366 spectateurs. Inachevé, il ne pouvait accueillir alors que 17 000 spectateurs. La soirée historique a aussi marqué les esprits à la suite d'une longue coupure de courant plongeant le stade dans le noir, ou encore lorsque Philippe Celdran a fait éclater le ballon lors d'un contact.
La construction de la quatrième et dernière tribune a débuté le 26 avril 2001 et s'est terminée le 13 septembre 2001, date où elle a reçu le feu vert de la Commission Départementale de Sécurité à l'occasion de la venue de l'Olympique de Marseille le dimanche 16 septembre 2001. Désormais le stade peut accueillir 24 389 spectateurs tous assis et couverts. Le 27 septembre 2001, le CSSA reçoit l'équipe tchèque du FC Marila Pribram pour le 1er tour de la coupe UEFA et s'impose 3-1 grâce à un doublé du Belge Toni Brogno. La lourde défaite de l'aller (0-4) empêche aux Sedanais d'aller plus loin. Le record d'affluence est de 23 130 spectateurs enregistrés le 12 mai 2006 soir de remonté en Ligue 1 contre l'En Avant de Guingamp
Il porte le nom de Louis Dugauguez (1918-1991), entraîneur-joueur emblématique du Club sportif Sedan Ardennes de 1948 à 1952, puis jusqu'en 1975, soit près de 28 ans passés au club. Louis Dugauguez a permis au club de remporter deux Coupes de France en 1956 et 1961, et a été également le sélectionneur de l'équipe de France de football de l'été 1967 à l'été 1968.

## Description
Le stade dispose de quatre tribunes. En tribune présidentielle se trouve la tribune de presse de 60 pupitres, 192 places carré VIP, un salon privilège d'une capacité de 300 personnes ainsi que 708 places en loges, 2 salles de réception et un système d'éclairage d'une puissance de 1 457 lux.

## Événements
Le stade Louis-Dugauguez a accueilli pour la première fois une rencontre internationale, le 17 novembre 2009. C'était un match amical entre le Qatar et la Belgique (0-2).
Le 2 juin 2012, le stade a accueilli également l'équipe de France espoirs opposée à la Lettonie, lors d'un match d'éliminatoires de l'Euro 2013, (3-0, Pajot 34e; Griezmann 56e ; Joseph-Monrose 78e).
Le 30 mars 2015, l'équipe de France espoirs a battus les Pays-Bas lors d'un match amical (4-1, Yassine Benzia 16e, Anthony Martial 56e et 64e, Corentin Tolisso 72e pour la France et Queensy Menig 69e pour les Pays-Bas).
Le 29 juin 2016, le stade accueille pour la 1re fois un événement musical : la venue de Johnny Hallyday dans le cadre de sa tournée Rester Vivant Tour dans toute la France. L'événement a rassemblé 17 000 personnes.
Le 11 juillet 2017, l'équipe de France Féminine fait match nul contre la Norvège (1-1, Abily pour la France 3e et Mjelde 82e pour la Norvège) dernier match amical avant l'Euro 2017.
Le 06 septembre 2022, le stade accueille une nouvelle fois l'équipe de France féminine pour le dernier match comptant pour les qualifications au mondial 2023. L'équipe de France est opposée à l'équipe de Grèce et remporte le match sur le score de 5 buts à 1 (Geyoro (9e), Diani (18e, 45e+9e), Malard (45e) et Baltimore (59e) pour la France, Kongouli (20e) pour la Grèce). 11 212 supporters étaient présents à cette occasion.